# 暴力教室 (1976年の映画)
『暴力教室』（ぼうりょくきょうしつ）は、1976年東映東京撮影所で製作、東映で配給された日本映画。岡本明久監督。松田優作が本格的にアクションに挑んだ作品で、松田の原点的作品。また舘ひろしの映画デビュー作品で、若き日の松田優作vs.舘ひろし率いるクールスのスクリーン上の激突がプレミアとなり知名度が高い。
主演の松田は、この3年前にテレビドラマ『太陽にほえろ!』で俳優デビューしたが、前の年にドラマ『俺たちの勲章』の九州ロケ先の撮影現場で、予備校生への暴力事件を起こして逮捕され、謹慎処分を受けていた。この作品はその謹慎中の松田と、バイクチームでありロックバンドでもある「本物の不良」クールスとが「はみだし教師役と不良生徒役」という設定で対決するという触れ込みで売り出した。クールスのサブリーダー・岩城滉一は併映の『暴走の季節』に主演し、本作には出演していないが、岩城以外の初代クールスのフルメンバーが総出演している。

## あらすじ
名門私立高校・愛徳学園高校に転任してきた体育教師・溝口（松田）。だが、そこは非行少年グループによる暴力が支配する地獄の学園だった。溝口はリーダー・喜多条（舘）らグループの主要メンバーのいるクラスの担任を任される。さっそく初日の自己紹介でナイフの洗礼を受けるが、溝口は投げつけられたナイフを逆に喜多条に向かって投げ返し、不良たちに正面から対抗する。
体育担当の溝口は喜多条らを徹底的にしごきあげるが、喜多条らグループのメンバーはおかまいなしに授業を抜け出し、校内・校外を問わず無法の限りを尽くす。が、そのたびに溝口と対立。
一方その頃、学園の理事長・石黒（安部徹）は、校長・難波（名和宏）らと結託し、学園の移転に伴う土地売却にからめて巨額の利鞘をとろうと企てていた。この相談を立ち聞きしてしまった理事長の娘・ますみ（結城なほ子）は愕然とし、道をふみはずして夜の町で遊び呆けてしまう。酒、タバコ、シンナーに汚れてゆくますみを偶然見つけた喜多条は、ますみをグループにひきずりこみ、あられもない写真を撮って理事長・石黒に送り届ける。
スキャンダルとなるのを恐れた石黒らは、事態の収拾を図るべく溝口を派遣。溝口はメンバーの暴力を受けながらも写真のネガを取り返すことに成功する。このとき溝口はメンバーの一人の顔面を反射的に殴ってしまうが、あまりの鋭いパンチに疑問を持った喜多条は溝口の過去を調べる。溝口は元プロボクサーであったが、リング上で相手ボクサーを死なせてしまい、リングを去っていたのだ。「だから俺たちみたいなガキは相手にできないってわけか。てめえみたいな人間がいちばん汚らしいんだ」喜多条は溝口をなじるが、溝口は意にも介さない。
どうにもおさまらない喜多条は、溝口の妹・淳子（山本由香利）を犯す。逆上した溝口は翌日学校で多くの生徒や教師が見守る中、喜多条に鉄拳制裁を浴びせる。1対1の対決を望んだ喜多条は仲間の介入を拒否するが、自らが不利と見るや愛用のナイフを取り出し溝口に切りかかる。ここで校長・難波が警察に連絡。溝口は自宅謹慎となり、喜多条は退学となる。
ただでさえぴりぴりしているグループのバイクを、数学教師・坂本（室田日出男）が酔ったはずみでけとばしてしまい、報復としてグループのリンチを受ける。危険を感じた幹部は、生徒会長であり剣道部主将でもある新田（南条弘二）をたきつける。彼は剣道部を中心とする体育会系メンバーで特別高等警察のような親衛隊組織を結成、悪さをするグループに対し片っ端から制裁を加える。
一方、ますみから理事長の汚職について聞かされた女教師・花房（安西マリア）は、学園幹部の不正を糾弾すべく立ち上がるが、自他共に認めるサラリーマン教師の同僚教員は相手にしない。ビラをつくって抗議をしようとする花房の前に新田が立ちはだかる。校長・難波に抗議をする新田。彼もまた、学園幹部に対し不信感を抱く。花房は自宅で謹慎している溝口を訪れ、「頼りになるのはもうあなただけ」と協力を依頼するが、溝口は日本酒をあおるばかりで取りつく島もない。
淳子に送ってもらい帰路に就く花房だったが、ふたりを正体不明の覆面の集団が襲う。彼らはグループのトレードマークであるヘビのイラストがプリントされたジャンパーを着ていた。花房は草むらに数名に押し倒されて犯され、必死に逃げる淳子はトラックにひかれ重体に陥る。
事件のことを聞かされたグループのメンバーは「俺たちやってねえのに」といぶかしがる。喜多条は病院を訪れ、淳子の病室に入ると、無理矢理犯した罪の意識にただ立ちつくすばかり。妹の枕元にいた溝口は逆上し、病院の廊下で喜多条に雨霰と拳を浴びせる。そんな中、淳子は息をひきとる。
花房と淳子を襲った覆面の男たちは、グループの仕業と見せかけようとした体育会系グループだったことをつきとめた喜多条たちは、報復すべく学校に向かおうとする。が、そこへ現れる溝口。「妹は死んだ。ガキの出る幕じゃねえ。おとなしくうちに帰って寝な。これは俺個人の問題だ」そう言い残し、溝口は単身学園へ乗り込み、辞表をたたきつけた後、校長・難波に襲いかかる。すかさず新田を中心とする体育会系グループの妨害にあい叩きのめされる溝口だが、そこへ喜多条らがバイクに乗って登場し加勢する。新田が理事長たちの不正を知りながら、学園を守るのが自分の義務だと信じ敢えて従っていたことを知った喜多条らは、新田たち体育会系グループと死闘を演じ、これをたたき伏せる。一方難波を追いつめた溝口は、難波の日本刀攻撃に苦戦するが、最後には必殺のパンチを難波に浴びせ勝利する。乱戦の影響で炎につつまれる学園。無数の警官が到着。溝口と喜多条は、互いにふしぎな絆で結ばれたことを感じ取り、共に警官隊に向かって歩を進める。

## キャスト
- 溝口勝利：松田優作
- 喜多条仁：舘ひろし(新人)
- 溝口淳子：山本由香利
- 花房悦子：安西マリア
- 新田勲：南条弘二
- 石黒ますみ：結城なほ子(前芸名＝東島祐子)
- 数学教師：室田日出男
- たいやき屋の主人：佐藤蛾次郎
- 難波校長：名和宏
- 宇佐美忠雄：河合絃司
- 石黒理事長：安部徹
- 不良グループのメンバー：クールス
- 喜多条の父：丹波哲郎
- 岩崎満雄：津森正夫
- 田島正夫：高品正広
- 土屋耕作：松本智正
- 藤巻博：酒井努
- 小田切文夫：小林稔侍
- 山本：山田光一
- 三国：平井一幸
- 長岡：山本緑
- 唐沢泰子：田中久子
- 警察署長：相馬剛三
- 取調官：五野上力
- 料理屋女中：伊藤慶子
- 看護婦：村松美枝子
- トラック運転手：青木卓司
- その他：神太郎、原田君事、亀山健也、沢田浩二、横山繁、山浦栄、宮地謙吾、栗原敏、溜健二、星純夫、秋みちる、沢本ミミ、富岡淳子、山中登枝恵、佐川二郎

## スタッフ
- 監督：岡本明久
- 企画：安斉昭夫、坂上順
- 脚本：神波史男、奥山貞行、岡本明久、福湯通夫
- 撮影：中島芳男
- 音楽：菊池俊輔
- 美術：中村修一郎
- 編集：田中修

## サウンド
- 主題歌『恋のテディー・ボーイ』
作詞・作曲・編曲：大木トオル
歌・演奏：クールス
- 1996年にバップよりサウンドトラックCDが発売されている。収録されているのは本作の他、「俺達に墓はない」「ヨコハマBJブルース」。

## 製作

### 企画
校内暴力が頻発し社会問題化した状況に焦点を合わせ、岡田茂東映社長から「1955年のアメリカ映画『暴力教室』を参考に、高校生バイオレンスを作れ」と指示が出て、岡田好みの"不良性感度"濃厚なアクション仕立ての青春映画が構想された。千葉真一の主演映画として企画され、主演の教師役には千葉も意気込み、非行少年役には千葉の率いるジャパンアクションクラブ(JAC)のメンバーや東映の若手俳優陣がキャスティングされる予定になっていた。企画書には「現代の青春とは何か？ 学園とは何か？ 新進教師と落ちこぼれの非行少年達が爆発するエネルギーで澱む既成社会に挑戦する青春暴力映画(ニューバイオレンス)を作りたい」と記された。しかし急遽、千葉が東映京都撮影所作品の『脱走遊戯』に主演が決まり、スケジュールの調整が付かなくなった。封切りは1976年7月に決まっていて、主役未確定のまま、撮影準備に入った。監督には岡本明久が決まった。アメリカ映画『暴力教室』のプロットは、日本の映画やテレビでも古くからよく流用され、東映でも1966年当時、芸能人の暴力団との縁切り声明が出たときに、これに応じる形で、暴力否定映画として、山本薩夫監督で鶴田浩二が学校の先生に扮し、生徒たちの悪に立ち向かうという本作と同じプロットの映画の製作が公表されたことがある（製作されず）。

### 不良性感度の再投入
1975年夏の『トラック野郎・御意見無用』、1976年の正月映画『トラック野郎・爆走一番星』が連続して大当たりを取ったことから、関西の東映映画館主の「寅さんのような、明るく楽しい映画が欲しい」という要望に応え、岡田東映社長は1976年の初めに「『トラック野郎』の記録的ヒットは、従来の東映イコールやくざとポルノというイメージを破った。ここ十数年、東映の作品に見向きもしなかった家族づれや若い女性客が戻って来た。不況時には明るくカラッとした笑いあり涙ありの娯楽映画がヒットする」と説明し、女性・子供・家族連れの映画館への吸収を狙い、"健全喜劇路線"を敷くと発表した。この後、全興連会長の山田敏郎に無理やりラグビー映画を作らされることになったため、「アメリカ映画で流行ったものは、必ず何ヶ月後に日本で流行る」という持論の岡田が、『ロンゲスト・ヤード』や『バッド・ニュース・ベアーズ』など、アメリカでのスポーツ映画ブームを見越し "健全喜劇・スポーツ映画路線"に変更した。同時期に岡田が敷いた路線が、近年評価を高める"東映メカニック路線" "東映カーアクション路線" "東映暴走路線"である。「猫の目のように企画が変わる東映のゲリラ商法」と笑われたが、この方針のもと連打した『愉快な極道』『テキヤの石松』『キンキンのルンペン大将』『ラグビー野郎』『狂った野獣』『お祭り野郎 魚河岸の兄弟分』が全部コケ、東映上半期は「トラック野郎シリーズ」と「東映まんがまつり」以外は当たらない状況に陥り、岡田が腹を立て、"不良性感度"の高い東映本来のアクション路線プラスアルファへ軌道修正が打ち出された。活劇復帰第一弾として本作『暴力教室』と『暴走の季節』に、自主制作買い上げの『ゴッド・スピード・ユー! BLACK EMPEROR』を加えた三本立て興行を手始めに、東映は下半期に勝負を賭けることになった。"スピード"と"暴走"はこの時代のキーワードだった。

### 脚本
脚本は神波史男に発注があり、神波が奥山貞行（奥山耕平）を誘い、一緒に第一稿まで書いた。このシナリオに対して会社と岡本監督からの要求が錯綜しまくり、神波と奥山は脚本を投げ出し、岡本と助監督の福湯通夫と二人で脚本を完成させた。

### キャスティング
千葉の降板で主役不在のまま撮影準備がスタート。監督の岡本明久はホットな社会現象として日常化していた校内暴力をグサッと輪斬りにしたいと考え、既成の俳優にないギラギラしたナマな迫力を出せる配役を望んだ。主演の教師役には岡本は松田優作を推したが、松田は前年起こした暴力事件が尾を引き、映画やテレビから追放の身にあり、会社もプロデューサーも反対した。スキャンダルが興行にマイナスに影響する恐れもあった。しかし岡本は松田にこだわり、松田で教師役のイメージが出来上がった後は、この役は断じて松田優作しかないという確信が心を占めた。シナリオの第一稿に若干の改訂を加えた原稿を松田に手渡し、1976年春、東映東京撮影所（以下、東映東京）で松田に会った。松田はその場で、イエスともノーとも返事せず、沈黙。岡本はボクサーのパンチを食らったような挑戦的なコミュニケーションの火花を感じた。坂上順プロデューサーは「荒れ狂う高校生たちを導く教師役は松田優作しかいないと思い、六月劇場の交渉に行き、松田から出演を引き受けてもらった」「マスコミから『映画界の甘い体質が俳優のわがままを助長するんだ』と非難されたが、彼の才能をそのまま放っとくわけにはいかないと思い、強引にキャスティングを進めたのを思い出します。撮影中の優作さんの存在感は圧倒的でした」などと述べている。
クールスのサブリーダー・岩城滉一がクールスの他のメンバーより一年も前に東映にスカウトされ、既に東映で主演スターとして売り出されており、クールスのリーダー・舘ひろしも岡田社長に「君の主演作を作ろう」と声を掛けられ、当時東映に籍を置いていたため、舘のオオカミのような風貌が買われ、松田との共演が決まった。また現役暴走族のクールスメンバーは不良生徒役にうってつけで、岡本がクールスのメンバーに会い、舘は硬派を気取っていても、どこか育ちの良さを隠しきれない心優しい青年で、他のクールスメンバーも皆気のいいガイで、合わせてクールスメンバーの起用も決まった。岩城滉一は併映作の『暴走の季節』が主演三作目で、本作の出演は最初から考えられていない。『暴走の季節』での岩城は暴走族ではなく、監督の石井輝男が暴走族設定に飽きたため、ヨットの操縦士である。
舘は「台詞は棒読み（苦笑）、『こんなに長い台詞は言えない』と言って3分の1に台詞を削ってもらったり、全くやる気がなくて（笑）朝は早いし夜も遅いし『ふざけるな』と。映画ってもっと華やかな所だと思っていたが、貧乏臭いし、ちょっと想像していたのと違った」「内心は、早く帰って遊ぶことばかり考えていたんです」などと話すが、本作を観た岡田茂東映社長が、東映での舘の売り出しを指示し、舘の主演作が次々製作され、松田と同じく、舘ひろしも本作を切っ掛けに本格的に俳優業へ進出した。

### 撮影
1976年初夏、撮影は快調に進んだ。松田は水を得た魚のようにイキイキと役をこなした。暴力と野獣の匂いを漂わせながら、どこかでナイーヴな心根の優しさを垣間見せた。身のこなしは柔らかく、スピーディ。リズムの取り方がシャープで、クールスとの相性も良かった。殴り合いの相手である舘ひろしに対して、懇切なアドバイスに夢中になっている松田の顔は輝いていたという。
1976年5月17日東映東京でクランクイン。
同年6月18日クランクアップ。

## 評価

### 興行成績
『暴力教室』と『暴走の季節』『ゴッド・スピード・ユー! BLACK EMPEROR』を加えた三本立ては大ヒットしたとされる。

### 作品評
- 延山政広は「松田優作のカリスマ性を70年代東映の作劇法に凝縮させたような異化効果が作用して、フィルモグラフィの中でも独特の光彩を放っている。映画初出演とは思えない舘ひろしの鋭利な迫力も印象的」と評している[3]。
- 馬飼野元宏は「はみだし教師と不良高校生が対立軸という設定は『GTO』あたりの源流」と評価する[6]。

## 同時上映
『暴走の季節』
- 監督 - 石井輝男 / 主演 - 岩城滉一

『ゴッド・スピード・ユー! BLACK EMPEROR』
- 監督 - 柳町光男 / 出演 - ブラックエンペラー（新宿支部）